# 야와타시
야와타시(일본어: 八幡市)는 일본 교토부 남부에서 오사카부와의 경계를 따라 위치한 시이다. 이와시미즈 하치만궁의 몬젠마치로 발전했다.
1970년대 이후 게이한 전기 철도 구즈하역(오사카부 히라카타시) 주변과 오토코산 지구에 주택을 조성해 오사카시의 주택 지역으로 인구가 단기간에 두 배로 증가하면서 동쪽에 있는 후쿠치야마시 등을 웃돌았다. 이러한 인구 증가로 1977년 11월 1일에 시로 승격하였다. 그러나 이후 인구 감소로 인해 2008년 기준 인구는 후쿠치야마시는커녕 조요시에도 미치지 못했다. 주택단지 건설로 급격하게 인구가 증가한 다른 사례로는 지바현 야치요시가 있다.

## 지리
기즈강을 사이로 구세군 구미야마정, 호라가토 고개 넘어 오사카부 히라카타시와 접하고 시 중앙부에는 국도 1호선이 남북으로 지난다. 국도 1호선과 교차하는 형태로 부도와 시도가 정비되어 있고 교타나베시와 연결되어 있다.
서쪽은 요도강 너머로 교토부 오토쿠니군 오야마자키정, 오사카부 미시마군 시마모토정, 다카쓰키시를 조망할 수 있다. 시 북단의 가와키타 자연운동공원 내에 기즈강, 우지강, 가쓰라가와강의 합류점이 있고 근처를 지나는 국도 478호선을 통해 오야마자키정과 연결되어 있다.
철도역은 3개가 있다. 게이한 본선의 야와타시역과 하시모토역, 그리고 게이한 고사쿠선의 오토코야마산조역이 있다.
오토코산을 둘러싸듯이 주택지와 전원이 펼쳐져 있고 특히 오토코산 서쪽 지역은 오토코산 단지로 불리는 인구 밀집지이다. 또 게이한히가시 로즈 타운이 미노야마 지구에서 개발되고 있다. 그러나 이곳을 빼면 국도 1호선 연선 동쪽은 인구가 눈에 띄게 감소하고 있다. 이로 인해 1980년대부터 약 20년 동안 7만 5천 명대로 거의 보합세에 있던 인구는 감소 경향에 있다.

### 인접한 자치체
- 교토부
  - 교토시(후시미구), 교타나베시, 조요시, 오토쿠니군 오야마자키정, 구세군 구미야마정
- 오사카부
  - 히라카타시, 미시마군 시마모토정

## 역사
- 1889년 4월 1일 - 정촌제 시행과 함께 쓰즈키군 야와타정이 성립하였다.
- 1954년 10월 1일 - 야와타정과 2개 촌이 합병해 야와타정이 되었다.
- 1977년 11월 1일 - 시로 승격해 교토부의 11번째 시가 되었다.

## 교통

### 철도
- 게이한 전철
  - 본선
    - (← 후시미구 요도역) - 야와타시역 - 하시모토역 - (히라카타시 구즈하역 →)

  - 고사쿠선(일본어판)
    - 야와타시역 - 오토코야마산조역

### 도로
- 신메이신 고속도로
- 제2게이한 도로(일본어판)
- 국도 1호선
- 국도 제478호선 (일본)(일본어판)

## 인구
| 연도 | 인구   | ±%      |
| ---- | ------ | ------- |
| 1940 | 13,576 | —       |
| 1950 | 16,063 | +18.3%  |
| 1960 | 16,322 | +1.6%   |
| 1970 | 22,974 | +40.8%  |
| 1980 | 64,882 | +182.4% |
| 1990 | 75,758 | +16.8%  |
| 2000 | 73,682 | −2.7%   |
| 2010 | 74,246 | +0.8%   |
| 2020 | 70,433 | −5.1%   |